# Rhaphiomidas maehleri
Rhaphiomidas maehleri är en tvåvingeart som beskrevs av Mont A. Cazier 1941. Rhaphiomidas maehleri ingår i släktet Rhaphiomidas och familjen Mydidae.
Artens utbredningsområde är Kalifornien. Inga underarter finns listade i Catalogue of Life.